# Bougainvillea
Bougainvillea  é um gênero botânico da família Nyctaginaceae, de espécies geralmente designadas como buganvílias. Nativas da América do Sul, essas angiospermas recebem vários nomes populares, como primavera, três-marias, juá-francês,  sempre-lustrosa, santa-rita, ceboleiro, roseiro, roseta, riso, pataguinha, pau-de-roseira e flor-de-papel. Também são encontradas em diversas cores como branca, roxa, rosa claro, rosa, vermelha, amarela, laranja e diversas outras, simples ou com duas cores.

## Características
As plantas do gênero Bougainvillea são trepadeiras lenhosas, alcançando a altura de até 15 metros. São perenes em regiões com chuva ao longo do ano todo, mas decíduas em regiões que possuem estação seca. Essas angiospermas apresentam maior desenvolvimento ao ficarem expostas a grande luminosidade solar, de modo que, quanto maior a incidência de luz proveniente do Sol sobre ela, mais flores são apresentadas.
Uma das características mais marcantes do gênero é a presença de brácteas, isto é, folhas modificadas de cores chamativas que visam à atração de polinizadores. Devido a tais características, costumam ser confundidas com pétalas. As verdadeiras pétalas são amarelo-esbranquiçadas e compõem flores diminutas.
Seu caule apresenta espinhos verdadeiros, isto é, que são vascularizados e danificam tecidos subjacentes se removidos, ao contrário dos acúleos das rosas. As folhas de exemplares desse gênero são do tipo simples, oval, de nervuras reticuladas e extremidades lisas. Dispõem-se no caule de modo alternado.

## Espécies e híbridos

### Espécies
- Bougainvillea buttiana
- Bougainvillea glabra
- Bougainvillea peruviana
- Bougainvillea spectabilis
- Bougainvillea sanderiana
- Bougainvillea variegata
- Bougainvillea speciosa
- Bougainvillea bracteata
- Bougainvillea brasiliensis

### Híbridos
- B. x buttiana (glabra x peruviana)
- B. x spectoperuviana (spectabilis x peruviana)
- B. x spectoglabra (spectabilis x glabra)

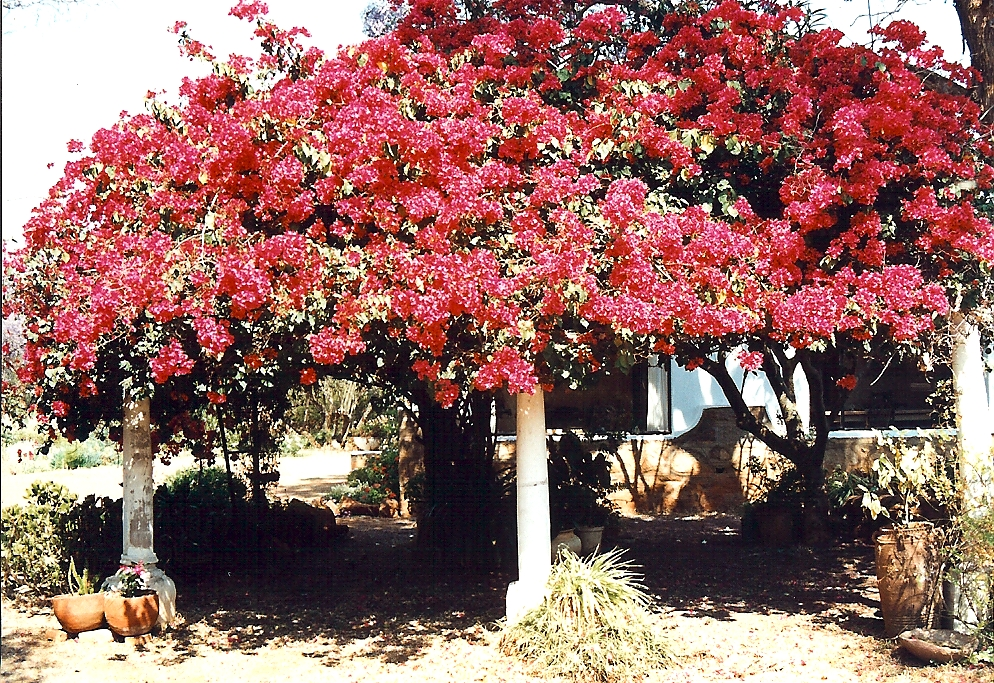
Bougainvillea glabra em Bulawayo, no Zimbábue
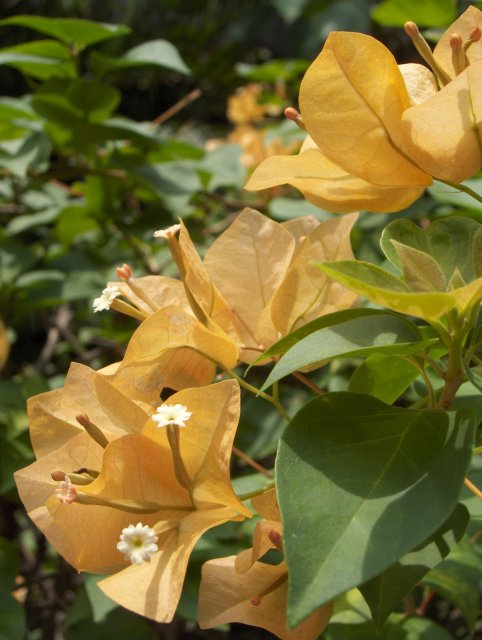
Bougainvillea glabra